# Osso de Cinca

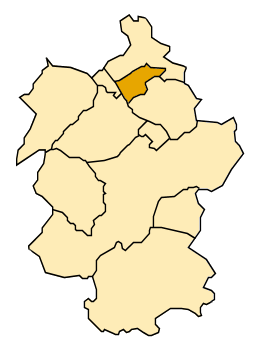
Mapa gminy na mapie comarki Baja Cinca

Osso de Cinca (arag. Osso d'a Zinca) – gmina w Hiszpanii, w Aragonii, w prowincji Huesca, w comarce Bajo Cinca.
Powierzchnia gminy wynosi 26,97 km². Zgodnie z danymi INE, w 2004 roku liczba ludności wynosiła 746, a gęstość zaludnienia 27,66 osoby/km². Wysokość bezwzględna gminy równa jest 182 metry. Współrzędne geograficzne gminy to 41°39'54"N, 0°11'27"E. Kod pocztowy do gminy to 22532.

## Demografia
| 1991 | 1996 | 2001 | 2004 |
| ---- | ---- | ---- | ---- |
| 740  | 738  | 732  | 746  |